# Ремили, Недим
Недим Ремили (фр. Nedim Remili; род. 18 июня 1995, Кретей) — французский гандболист, выступает за венгерский клуб «Веспрем» и сборную Франции.

## Карьера

#### Клубная
Недим Ремили воспитанник клуба «Кретей». Ремили начинал карьеру в 2013 году. В 2016 году Недим Ремили перешёл в ПСЖ. В составе ПСЖ Ремили стал двукратным чемпионом Франции.

#### В сборной
Недим Ремили выступает за сборную Франции. За сборную Франции Недим Ремили сыграл 33 матчей и забросил 94 мячей. Недим Ремили выступал на чемпионате Европы 2016, 2018, чемпионата мира 2017.

## Награды
- Чемпион Франции: 2017, 2018
- Чемпион мира: 2017
- Бронзовый призёр чемпионата Европы: 2018
- All-Star Right back of the World Championship: 2017
- Обладатель Трофея чемпионов: 2016
- Обладатель кубка французской лиги: 2017, 2018
- Обладатель кубка Франции: 2018

## Статистика
Статистика Недим Ремили сезона 2019/20 указана на 9.1.2020
| Сезон   | Клуб            | Лига  | Матчи | Голы   | Голы   | Голы  |
| Сезон   | Клуб            | Лига  | Матчи | С игры | 7-метр | Всего |
| ------- | --------------- | ----- | ----- | ------ | ------ | ----- |
| 2012/13 | ГК Кретей       | LNH 1 | 12    | 20     | 0      | 20    |
| 2014/15 | ГК Кретей       | LNH 1 | 8     | 24     | 0      | 24    |
| 2015/16 | ГК Кретей       | LNH 1 | 23    | 128    | 1      | 127   |
| 2016/17 | Пари Сен-Жермен | LNH 1 | 24    | 77     | 5      | 72    |
| 2017/18 | Пари Сен-Жермен | LNH 1 | 25    | 110    | 2      | 108   |
| 2018/19 | Пари Сен-Жермен | LNH 1 | 26    | 126    | 4      | 122   |
| 2019/20 | Пари Сен-Жермен | LNH 1 | 10    | 49     | 15     | 34    |